# Пор-сюр-Сон
Пор-сюр-Сон (фр. Port-sur-Saône, дословно Порт-на-Соне) — районный центр французского департамента Верхняя Сона, в регионе Франш-Конте.
Товарный и яхтенный порт на реке Сона. Туристические базы.
Международный фольклорный фестиваль, ежегодно летом.

## Города-побратимы
- Брест, Беларусь
- Кагул, Молдова.